# Pink Floyd
Pink Floyd byla anglická hudební skupina založená v Londýně v roce 1965. Do povědomí se rychle dostala díky osobitému pojetí psychedelického rocku. Postupem času se kapela posunula k progresivnímu rocku a vlastně se tak stala i jedním z nejvýznamnějších průkopníků a inovátorů tohoto hudebního žánru. Pink Floyd jsou známí díky svým filosofickým textům, klasickým rockovým melodiím, zvukovým experimentům, výtvarně promyšleným obalům alb a vysoce propracovaným koncertním vystoupením. Jedná se o jednu z nejúspěšnějších, nejvlivnějších a nejvýznamnějších skupin všech dob. Prodala více než 200 milionů alb po celém světě, z toho přibližně 74,5 milionů jen v USA. Pink Floyd ovlivnili progresivně rockové skupiny 70. let 20. století, jako jsou Genesis a Yes, či současné interprety, například Nine Inch Nails a Dream Theater.
Pod vedením Syda Barretta dosáhli Pink Floyd ve druhé polovině 60. let 20. století úspěchu jako jedna z nejpopulárnějších undergroundových kapel hrající psychedelický rock. Barrettovovo nevypočitatelné chování ale donutilo ostatní spoluhráče k tomu, aby jej doplňovali a později i úplně nahradili kytaristou a zpěvákem Davidem Gilmourem. Po Barrettově odchodu se lídrem skupiny a hlavním skladatelem postupně stal zpěvák a baskytarista Roger Waters. Tato proměna vedla k vytvoření několika novátorských alb, která získala kapele celosvětový věhlas. Jedná se o koncepční alba The Dark Side of the Moon (1973), Wish You Were Here (1975) a Animals (1977) a rockovou operu The Wall (1979).
V roce 1985 ohlásil Waters rozpad skupiny, ale zbývající členové vedení Gilmourem v koncertování a nahrávání desek pod hlavičkou Pink Floyd pokračovali. Vydali dvě studiová alba, A Momentary Lapse of Reason (1987) a The Division Bell (1994), se kterými dosáhli značného komerčního úspěchu, a aktivní činnost ukončili v roce 1995. Na charitativním koncertu Live 8 v Londýně se 2. července 2005 uskutečnilo jednorázové vystoupení Pink Floyd i s Rogerem Watersem, který s kapelou naposledy koncertoval o 24 let dříve. Původní frontman Syd Barrett zemřel v roce 2006, klávesista Richard Wright o dva roky později. Po dvacetileté odmlce od poslední desky vydala skupina tvořená Gilmourem a bubeníkem Nickem Masonem v roce 2014 studiové album The Endless River, jehož základ pocházel z nevyužitého materiálu z nahrávacích frekvencí desky The Division Bell a které bylo označeno jako poslední album Pink Floyd. K dalšímu jednorázovému oživení kapely došlo roku 2022, kdy Gilmour s Masonem nahráli píseň „Hey, Hey, Rise Up!“ na podporu Ukrajiny během ruské invaze.

## Historie skupiny

### Počátky skupiny (1963–1965)
Pink Floyd vznikli z kapely, která se utvořila v roce 1963 a ve které se vystřídalo více hudebníků. Tato amatérská skupina postupně nesla několik názvů: Sigma 6, The Abdabs, The Screaming Abdabs a Spectrum Five. Pod novým názvem The Tea Set začali kytarista Roger Waters, bubeník Nick Mason a pianista Rick Wright v roce 1964 hrát s kytaristou Bobem Klosem (Waters zároveň přešel k baskytaře). Po krátkém pokusu se zpěvákem Chrisem Dennisem se ke skupině přidal kytarista a zpěvák Syd Barrett.
Když The Tea Set zjistili, že kapela stejného názvu už existuje, Barrett navrhl používat název The Pink Floyd Sound (původně ale návrh zněl Pink Floyd Blues), podle svých koček, které se jmenovaly Pink a Floyd dle dvou amerických bluesových muzikantů, Pinka Andersona a Floyda Councila. Nějaký čas používali obě jména, než definitivně zvítězil druhý název. Slovo „Sound“ bylo z názvu záhy vypuštěno, ale určitý člen „The“ byl příležitostně používán až do roku 1970. Pozdější kytarista Pink Floyd David Gilmour nazýval skupinu „The Pink Floyd“ až do roku 1984.
Ve svých počátcích hrála kapela coververze známých rhythm and bluesových písní, například „Louie, Louie“. Během vánočních prázdnin v roce 1964, či na začátku roku následujícího natočila skupina ve studiu první demo snímky, které byly vydány v roce 2015 pod názvem 1965: Their First Recordings. Bob Klose opustil kapelu na nátlak svého otce a učitelů v létě 1965 a věnoval se studiu. Po jeho odchodu se sestava ustálila v této podobě:
- Syd Barrett – kytara a zpěv
- Roger Waters – baskytara a vokály
- Rick Wright – klávesy a vokály
- Nick Mason – bicí

### Éra Syda Barretta (1965–1967)
Barrett začal psát vlastní písně ovlivněné americkým a britským psychedelickým rockem, ke kterým přidal vlastní, poněkud bizarní humor. Pink Floyd se brzy stali oblíbenou undergroundovou kapelou a hráli v různých klubech, jako byly UFO Club, Marquee Club nebo The Roundhouse.
Koncem roku 1966 byla kapela pozvána, aby se hudebně podílela na filmu Tonite Let's All Make Love in London režiséra Petera Whiteheada. V lednu 1967 pro tento snímek Pink Floyd nahráli dvě skladby („Interstellar Overdrive“ a „Nick's Boogie“). Ačkoliv téměř nic nebylo z tohoto materiálu ve filmu použito, kompletní skladby se nakonec dočkaly vydání v roce 1995 pod názvem London '66–'67. Popularita skupiny rostla a proto čtyři členové společně se dvěma manažery, Peterem Jennerem a Andrewem Kingem, vytvořili v říjnu 1966 společnost Blackhill Enterprises. Na jaře 1967 ale podepsali nahrávací smlouvu s EMI. V březnu 1967 vydala skupina svůj první singl „Arnold Layne“, v červnu téhož roku jej následoval singl „See Emily Play“. „Arnold Layne“ se dostal na 20. a „See Emily Play“ dokonce na 6. místo britské hitparády, což zaručilo skupině její první televizní vystoupení v hudebním pořadu Top of the Pops v červenci 1967.
Debutové album The Piper at the Gates of Dawn bylo vydáno v srpnu 1967 a mezi odbornou veřejností bylo přijato veskrze kladně. Tato deska je považována za jedno z nejlepších alb britského psychedelického rocku. Skladby na albu, z nichž drtivou většinu napsal Syd Barrett, obsahují poetické texty společně s rozmanitými hudebními motivy, od avantgardní volné formy v „Interstellar Overdrive“ k hravým rytmům v písni „The Scarecrow“, jež je inspirována venkovskou oblastí The Fens severně od Cambridge, odkud pochází Barrett a Waters (a rovněž i pozdější člen skupiny Gilmour). Texty jsou velice surrealistické a často odkazují k folkloru, jako třeba píseň „The Gnome“ (česky „Skřítek“). Na albu, jež produkoval Norman Smith, se prostřednictvím výrazného využití stereo efektů, echa a úprav pásku projevovaly nové technologie v elektronice. Album se ve Spojeném království stalo hitem, když vystoupalo na 6. místo hitparády, zatímco v USA zůstalo prakticky nepovšimnuto (131. místo). V této době absolvovala skupina turné s Jimim Hendrixem, což jí napomohlo ke zvýšení popularity.

### Barrettův odchod (1967–1968)
Nárůst popularity spojený s náročným životem na cestách, tlakem vydavatele na tvorbu hitových písní a častým užíváním psychedelických drog (hlavně LSD) si vybral daň na Sydu Barrettovi. Jeho duševní zdraví se několik měsíců zhoršovalo a Barrett se začal chovat velmi podivínsky. V lednu 1968 se ke skupině připojil David Gilmour, aby nahradil v hraní a zpívání Barretta.
Vlivem pravidelného užívání LSD se Barrettovo chování stalo prakticky nepředvídatelným a on sám velmi labilním, často při koncertech zíral do jednoho místa, zatímco skupina hrála. Někdy při vystoupeních hrál jen na jednu strunu na kytaře anebo kytaru začal rozlaďovat. Koncerty tak byly pro skupinu pohromou, zbývající členové se nakonec rozhodli, že ho přestanou na vystoupení brát. Původní myšlenka byla, že Barrett bude skládat hudbu a Gilmour, jeho dobrý kamarád ze školy, ji pak bude živě hrát. Barrett ale začal skládat tak komplikované písně (např. „Have You Got It Yet?“), kde se mění melodie a akordy s každým dalším taktem, že se zbytek skupiny rozhodl nepokračovat v tomto uspořádání. Poslední koncert s Barrettem se odehrál 20. ledna 1968 v Hastingsu; celkem pět vystoupení odehráli Pink Floyd v pětičlenném obsazení s Barrettem i Gilmourem. Když se Barrettův odchod stal v dubnu 1968 oficiálním, producenti Jenner a King se rozhodli zůstat s ním a tak se společnost Blackhill Enterprises rozpadla. Ke kapele se jako manažer přidal Steve O'Rourke, který s Pink Floyd zůstal až do své smrti v roce 2003.
Po vydání dvou sólových alb (The Madcap Laughs a Barrett) v roce 1970 (na albech se podíleli i Gilmour, Waters a Wright), jež dosáhla pouze průměrného ohlasu, odešel Barrett do ústraní. Opustil svoji přezdívku Syd, vrátil se ke svému rodnému jménu Roger a žil klidným životem v Cambridgi až do roku 2006, kdy 7. července zemřel.

### Hledání svého stylu (1968–1970)

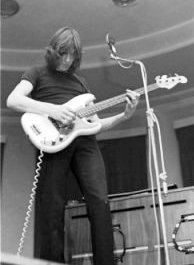
Roger Waters během vystoupení na univerzitě v Leedsu (1970)

Po Barrettově odchodu prodělali Pink Floyd období hudebních experimentů. Gilmour, Waters i Wright přispívali vlastním materiálem s odlišným hlasem i zvukem, jenž byl různorodější, než tomu bývalo v dobách Barrettovy dominance a rovněž i v pozdějších letech, kdy byl zvuk kapely více uhlazený a jednotný. Zatímco v předchozích letech byl hlavním zpěvákem Syd Barrett, nyní si Gilmour, Waters a Wright rozdělili úlohy a to jak při psaní textů, tak při zpěvu. Waters psal většinou jazzové melodie s dominantní basovou linkou a symbolickými texty, Gilmour se zaměřil na bluesové jammování s výraznou kytarou a Wright preferoval psychedelické písně zaměřené na klávesy. Oproti Watersovi měli Gilmour a Wright rádi písně s jednoduchým textem či skladby přímo instrumentální. Tento fakt vedl k tomu, že Waters začal psát texty i ostatním dvěma skladatelům, kteří naopak vytvořili hudební složku většiny tehdejších skladeb.
Nejvíce hudebních experimentů Pink Floyd pochází právě z tohoto období. Příkladem může být skladba „A Saucerful of Secrets“, která obsahuje ve velké míře hluky, údery, zpětné vazby, oscilátory a páskové smyčky, nebo „Several Species of Small Furry Animals Gathered Together in a Cave and Grooving with a Pict“, což je série zrychlených nahrávek připomínajících zvuk hlodavců a štěbetání ptáků, která dosahuje svého vrcholu v těžko srozumitelné nahrávce monologu vyprávěném skotským dialektem. Skladba „Careful with That Axe, Eugene“ (tato píseň měla několik verzí názvu) je typicky watersovská, jedná se o basový a klávesový jam vrcholící údery do bubnů a Watersovým nelidským zařváním.
Zatímco Barrett napsal téměř celé první album skupiny, na druhém albu A Saucerful of Secrets, jež bylo vydáno několik měsíců po Barrettově odchodu, se od něj objevuje pouze jedna píseň – „Jugband Blues“ (byla původně určena pro debutové album). Na druhé desce Barrett ještě hraje ve skladbách „Remember a Day“ a „Set the Controls for the Heart of the Sun“, které byly nahrány ve druhé polovině roku 1967. Album A Saucerful of Secrets bylo vydáno v červnu 1968, dosáhlo na 9. místo v britské hitparádě a stalo se jediným albem Pink Floyd, které se vůbec neumístilo v USA. I když Barrett již ze skupiny odešel, album stále obsahovalo psychedelickou hudbu v jeho stylu zkombinovanou s experimentálním provedením, jež se naplno projevilo na desce Ummagumma. Hlavní skladbou A Saucerful of Secrets je stejnojmenné 12minutové dílo, jež předznamenalo nástup dlouhých, epických skladeb. Album bylo kritiky přijato nevalně, v současnosti jsou k tomuto dílu kritici shovívavější, především když jej berou v kontextu s pozdější tvorbou skupiny. Následující alba Pink Floyd poté často obsahují dlouhé, monumentální skladby s rozrůstající kompozicí a mnohem koncentrovanějšími texty.
Pink Floyd byli najati režisérem Barbetem Schroederem, aby složili soundtrack k jeho filmu More, který měl premiéru v květnu 1969. Soundtrack byl vydán jako samostatné album skupiny pod názvem Soundtrack from the Film More v červenci 1969. Album se dostalo na 9. místo ve Spojeném království a na 153. příčku v USA. Odlišovalo se od tehdejší představy, jak by mělo LP od Pink Floyd vypadat; mnoho skladeb na More (jak jej fanoušci obyčejně nazývají) jsou akustické folkové písně. Dvě z těchto skladeb, „Green Is the Colour“ a „Cymbaline“, se staly součástí tehdejších živých vystoupení i turné The Man and the Journey, „Cymbaline“ byla také první písní Pink Floyd, ve které Roger Waters cynicky vyjadřuje svůj postoj vůči hudebnímu průmyslu. Zbytek alba je složen z avantgardních kousků (některé byly rovněž součástí The Man and the Journey) a z několika rockovějších skladeb, jako např. až hard rockově znějící „The Nile Song“.
Další nahrávkou skupiny bylo dvojalbum Ummagumma (říjen 1969). První desku tvoří živé nahrávky z koncertů konaných v roce 1969, druhá deska je studiový experiment, kde každý člen sólově nahrál půlku gramofonové desky jako sólový projekt (Masonova první žena přispěla jako flétnistka). Ačkoliv album vyšlo v této podobě, původně bylo plánováno pouze jako čistě avantgardní směs zvuků z „nalezených“ nástrojů. Potíže při nahrávání a nedostatek v organizaci skupiny vedly k tomu, že tento projekt ztroskotal. Slovo „ummagumma“ v názvu znamená v cambridgeském slangu „soulož“ a odráží postoj kapely v době, kdy byli její členové frustrovaní z neustálé práce ve studiu. Studiová část desky je silně experimentální, nachází se zde Watersova folková píseň „Grantchester Meadows“ a experimentální skladba „Several Species of Small Furry Animals Gathered Together in a Cave and Grooving with a Pict“, nemelodický pianový „Sysyphus“ od Wrighta, různorodé progresivní rockové struktury ve skladbě „The Narrow Way“ (Gilmour) a Masonovo sólo na bicí („The Grand Vizier's Garden Party“). Skladba „Several Species…“ je pětiminutový song složený pouze z hlasu Rogera Waterse přehrávaného v různých rychlostech, což ve výsledku zní jako zvuk hlodavců a ptáků. Některé skladby ze studiového disku byly hrány na turné The Man and the Journey. Koncertní disk alba Ummagumma obsahuje skladby z nejslavnější psychedelické éry a právě kvůli této části ocenili kritici toto album pozitivněji než předešlá dvě. Komerčně bylo toto album nejoblíbenějším počinem Pink Floyd do té doby (5. místo v britské hitparádě a 74. v USA).
Album Atom Heart Mother z roku 1970 je prvním, na němž Pink Floyd nahrávali s orchestrem. Deska vznikla díky spolupráci s avantgardním skladatelem Ronem Geesinem. První strana LP obsahuje titulní, 23minutovou rockově-orchestrální skladbu, na druhé straně desky se nachází jedna píseň od každého z tehdejších zpěváků ve skupině (Watersova folk rocková „If“, Wrightova nostalgická „Summer '68“ a Gilmourova bluesová „Fat Old Sun“). Poslední skladbou je dvanáctiminutová „Alan's Psychedelic Breakfast“, což je koláž zvuků muže, jenž si dělá a posléze jí snídani a zároveň přemýšlí o životě (v této části již hrají běžné hudební nástroje). Použití hluků, náhodných zvukových efektů a nahrávek hlasů se poté stalo důležitou součástí zvuku kapely.
I když bylo Atom Heart Mother ve své době považováno za velký krok zpět a dnes je bráno jako jedno z nejnepřístupnějších alb skupiny, dosáhlo do té doby největších úspěchů v hitparádě – 1. místo v britském žebříčku a 55. příčka v USA. Později jej Gilmour nazval „hromadou bordelu“ a Waters se nechal slyšet, že „by mu nevadilo, kdyby ho (tzn. album) někdo hodil do popelnice, aby jej už nikdo nikdy neposlouchal“. Album bylo dalším přechodným, kde titulní skladba napovídala, kam se ubere pozdější vývoj kapely – jako tomu bylo později např. u „Echoes“. Popularita alba způsobila, že Pink Floyd podnikli své první velké turné po Spojených státech amerických.
Pink Floyd také v roce 1970 přispěli k soundtracku filmu Zabriskie Point, ačkoliv velká část jejich skladeb byla nakonec režisérem Michelangelem Antonionim zamítnuta.
Předtím, než vyšlo další studiové album, skupina vydala v roce 1971 výběrovou desku Relics, která obsahuje několik písní z počátků kapely a z B stran singlů. Nachází se na ni i nová píseň „Biding My Time“ od Rogera Waterse. Ta byla původně součástí turné The Man and the Journey v roce 1969 a byla nahrána byla během přípravy na album Ummagumma.

### Éra progresivního rocku (1971–1975)

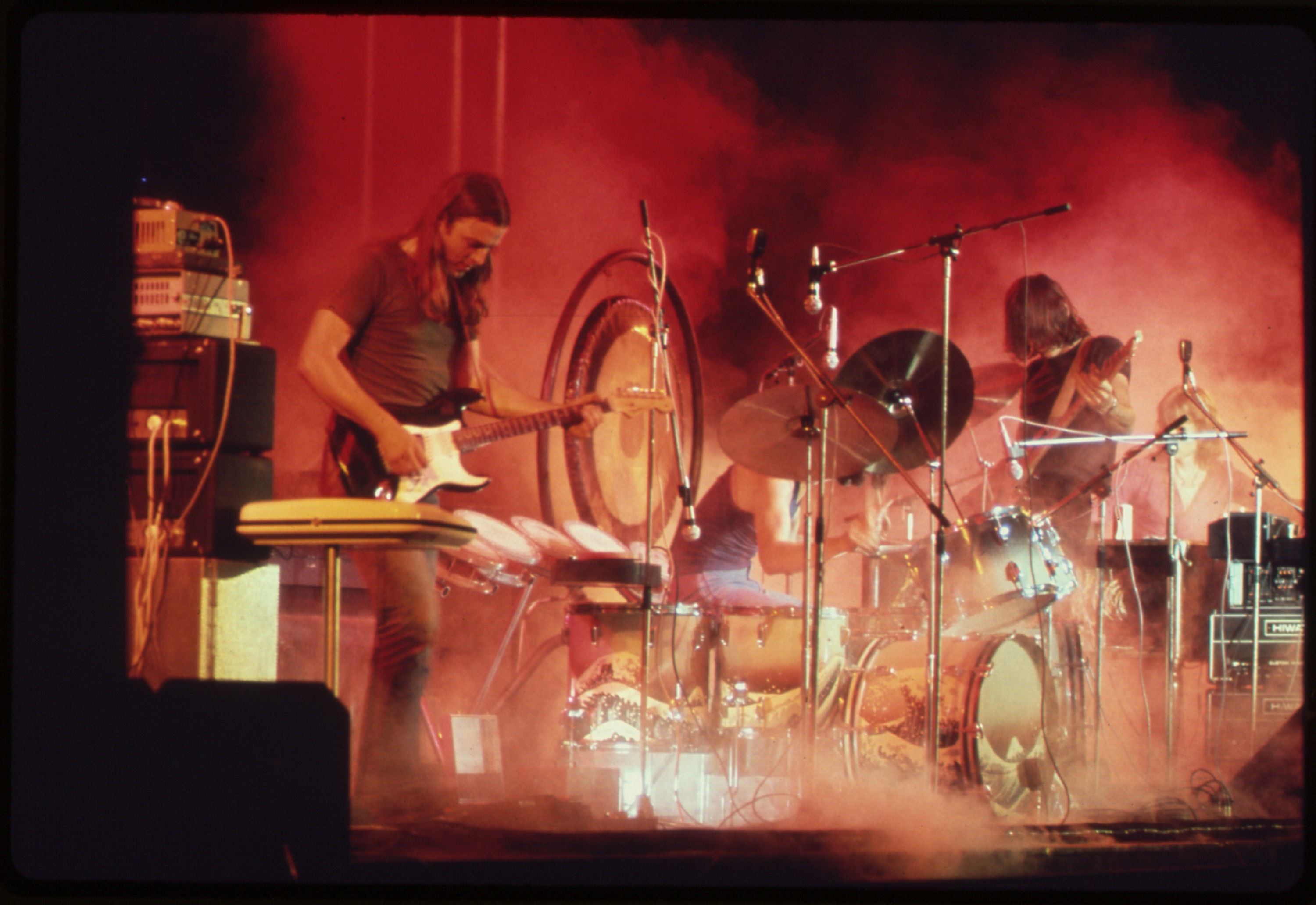
Pink Floyd během turné po Spojených státech v roce 1973 krátce před vydáním alba The Dark Side of the Moon

Pink Floyd se vzdali jakéhokoliv spojení s psychedelickou scénou (potažmo s Barrettem) a stali se význačnou skupinou v žánru progresivního rocku. Odlišné styly skladatelů ve skupině, Gilmoura, Waterse a Wrighta, se spojily dohromady a vytvořily unikátní zvuk, který je mezi fanoušky znám jako „Pink Floyd Sound“. Do této éry patří dvě zřejmě nejdůležitější alba skupiny, The Dark Side of the Moon a Wish You Were Here
Zvuk kapely se stal jemným a celistvým, s filozofickými texty, charakteristickou Watersovou baskytarou, bluesovým zvukem Gilmourovy kytary a lehkými klávesovými melodiemi Ricka Wrighta. Gilmour byl v této době dominantním zpěvákem, typickými se pro skupinu v této době stal také saxofon Dicka Parryho a ženské vokály. Někdy nemelodický a drsný zvuk z minulých let předznamenal vývoj ke zvuku sametovému, čistému, jemnému a dlouhé, epické skladby dosáhly svého vrcholu v „Echoes“.
Tato éra byla nejen začátkem, ale i koncem spolupráce kompletní skupiny při vzniku skladeb. Po roce 1973 začal být stále patrnější Watersův vliv a to nejen textařsky, ale i hudebně. Z tohoto období pochází na dlouho dobu (do roku 1994 s albem The Division Bell) poslední písně, na kterých zpíval hlavní vokály Rick Wright („Time“ z roku 1973) či na kterých se hudebně podílel („Shine On You Crazy Diamond“ z roku 1975). Zároveň také ostře klesal Gilmourův podíl na tvorbě nových skladeb, ačkoliv po celou dobu byl hlavním zpěvákem skupiny. Poslední vazby k Barrettovi byly rozvázány symbolicky albem Wish You Were Here, ze kterého pochází skladba „Shine On You Crazy Diamond“, jež je napsána jako pocta a zároveň žalozpěv nad osudem jejich přítele.
V roce 1971 vydala skupina album Meddle, které obsahuje 23minutové epické dílo „Echoes“, jež zabírá celou druhou stranu desky. „Echoes“ je jemná, progresivní rocková skladba s dlouhými kytarovými a klávesovými sóly a dlouhou mezihrou uprostřed. Ta se skládá ze syntetizovaného zvuku velrybích písní hraných na kytaru společně s krákáním vran. „Echoes“ popsal Waters jako „zhudebněnou poému“, Meddle je podle Nicka Masona „prvním skutečným albem Pink Floyd. Ukázalo nám myšlenku tématu, k němuž se lze vracet“. Album mělo zvuk a styl nastupující úspěšné éry Pink Floyd, ale neobsahovalo orchestr, tak význačný u alba Atom Heart Mother. Meddle také obsahuje atmosférickou „One of These Days“, oblíbenou koncertní píseň, kde Mason odříkává jediný text skladby: „One of these days, I'm going to cut you into little pieces.“ (volně česky: „Jednoho dne tě rozsekám na malé kousíčky.“) Dále se v této skladbě nachází výrazná bluesová elektrická kytara a melodie, která v jednom okamžiku přejde ve strojové pulsování odkazující na ústřední melodii z populárního sci-fi seriálu Pán času. Jemný feeling ve skladbě „Fearless“ je poté patrný na následujících třech albech. „Fearless“ je inspirovaná country hudbou, stejně jako akustická kytara v „A Pillow of Winds“, což je jedna z mála zamilovaných písní, jež kdy Pink Floyd složili. Watersova role jako hlavního textaře zde začala nabývat obrysů, kdy jazzovou píseň „San Tropez“ přinesl prakticky hotovou. Deska Meddle byla nadšeně přijata jak kritiky, tak fanoušky. Dosáhla na 3. místo v britské hitparádě, v USA ale pouze na 70. pozici.
Deska Obscured by Clouds vyšla v roce 1972 jako soundtrack k filmu La Vallée, což byl další klubový film režiséra Barbeta Schroedera. Bylo to první album skupiny, jež se dostalo do americké Top 50 (46. místo) a v Británii dosáhlo 6. místa. Zatímco Mason později toto album nazval „senzačním“, kritici už takové nadšení nesdíleli. Text písně „Free Four“, první skladby, jež byla často hrána v amerických rádiích, poprvé obsahuje Watersovo přemýšlení nad smrtí svého otce v druhé světové válce. Je to motiv, který je patrný v následujících albech skupiny Pink Floyd i sólové kariéře Rogera Waterse. Další dvě písně z alba, „Wot's… Uh The Deal“ a „Childhood's End“ také obsahují témata, jež byla později použita v následujících albech. První z nich je o osamění a zoufalství, toto téma bylo plně rozvinuto v éře Rogera Waterse, druhá naznačuje, co přijde na dalším albu – téma života, smrti a plynutí času. „Childhood's End“ (název je zřejmě podle stejnojmenné novely Arthura C. Clarka) je také posledním textařským příspěvkem Davida Gilmoura na následujících 15 let. Album je stylově jiné než předešlé Meddle a někdy zabíhá do blues-rocku („The Gold It's In the…“), folk rocku („Burnin' Bridges“) a rocku s dominantní klavírní složkou („Stay“).
V tomto období režisér Adrian Maben vydal první koncertní film skupiny, Pink Floyd v Pompejích, jenž obsahuje záběry skupiny hrající v antickém amfiteátru v Pompejích, bez publika, pouze s filmovým štábem. Maben také nahrál rozhovory s členy skupiny a náhledy do zákulisí během nahrávání alba The Dark Side of the Moon v Abbey Road Studios, ačkoliv časové pořadí jednotlivých scén bylo upraveno až po vydání alba. Tyto náhledy do zákulisí jsou součástí pozdějších vydání Live at Pompeii.

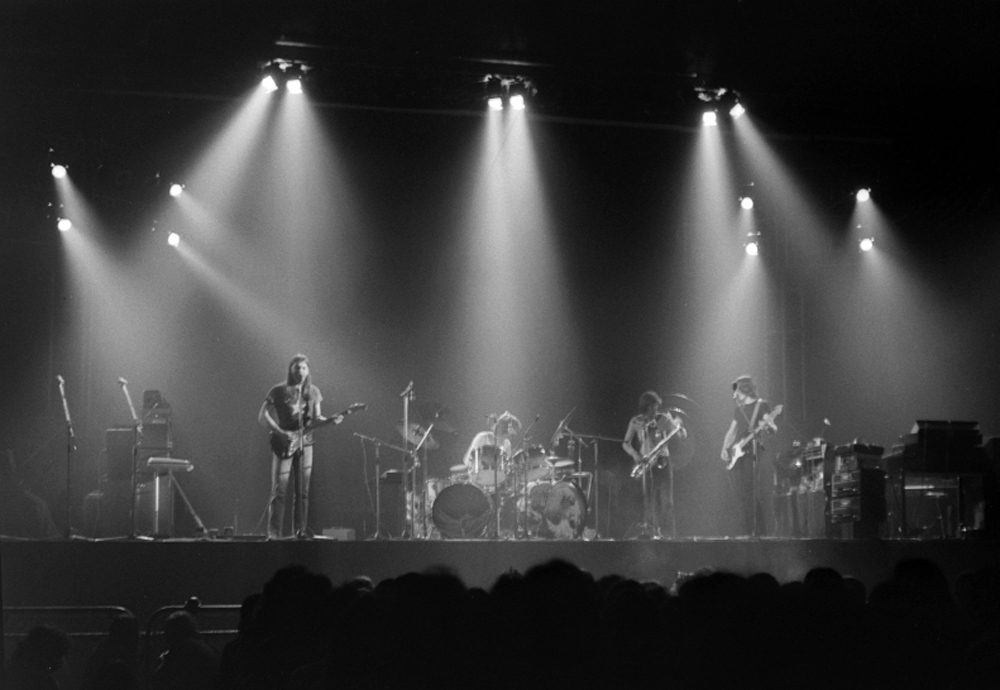
Pink Floyd v roce 1973

Vydání celosvětově úspěšného alba The Dark Side of the Moon v roce 1973 bylo předělovým momentem v historii kapely. Pink Floyd přestali po písni „Point Me at the Sky“ (1968) vydávat singly (ve Spojeném království) a nikdy nebyli skupinou jednotlivých hitů, ačkoliv skladba „Money“ z The Dark Side of the Moon se objevila v Top 20 v USA. Díky tomuto albu dosáhli poprvé na první místa v americké hitparádě, The Dark Side of the Moon je jedno z nejlépe prodávaných alb v USA a třetí nejprodávanější album na světě (více než 45 milionů nosičů). Kritiky vychvalované album zůstalo v americkém žebříčku Billboard Top 200 nebývalých 741 týdnů (z toho 591 týdnů v řadě, od roku 1976 do 1988), což je světový rekord. Rovněž zůstalo 301 týdnů v britské hitparádě, ačkoliv nikdy nedosáhlo výše než na druhé místo.
Důležitou součástí alba je saxofon, který napovídá, že se skupina nechala inspirovat jazzem (především Rick Wright), a ženské vokály pomáhající rozšířit hudební strukturu alba. Deska obsahuje jak přímé rockové skladby, jako „Money“ nebo „Time“, vokálně-instrumentální skladbu „The Great Gig in the Sky“ (zpívá Clare Torryová), či minimalistickou „On the Run“, která je hrána skoro celá na syntezátor. Náhodné zvukové efekty a útržky rozhovorů prostupují celým albem, mnoho z nich bylo nahráno ve studiu. Watersova interview začínala otázkou „Jaká je vaše oblíbená barva?“, aby se tázaný uvolnil. Poté se zeptal „Kdy jste se naposledy choval násilně? A byl jste v právu?“. Odpověď je poté zařazena na albu („Money“). V jiném rozhovoru se zase ptal „Bojíte se smrti?“. Text a zvuk alba popisuje tlaky, jimž je člověk v dnešním světě vystaven. Tento koncept (vznikl při poradě skupiny u Masonova kuchyňského stolu) inspiroval kapelu a společně napsali několik motivů (některé z nich Waters poté využil na dalších albech) jako např. „Us and Them“, píseň o násilí a zbytečnosti války, nebo motiv šílenství a neurózy v „Brain Damage“. Složitá a precizní výstavba alba je zásluhou Alana Parsonse, který tímto stanovil nový standard v kvalitě zvuku. Tento aspekt se stal poté typickým rysem skupiny a zároveň pomohl v prodejnosti alba, neboť chtiví zvukofilové si po „ojetí“ desky běželi koupit novou kopii.
Ve snaze zúročit svou nabytou popularitu vydali Pink Floyd v roce 1974 výběrové dvojalbum A Nice Pair, jež obsahuje znovuvydané první dvě desky skupiny, The Piper at the Gates of Dawn a A Saucerful of Secrets.
Album Wish You Were Here, vydané roku 1975, obsahuje motiv nepřítomnosti. Nepřítomnosti lidskosti v hudebním průmyslu a nejvýrazněji nepřítomnosti Syda Barretta. Album je dobře známé díky stejnojmenné písni, rovněž obsahuje dlouhou instrumentální skladbu „Shine On You Crazy Diamond“ skládající se z devíti částí, jež byla složena jako pocta Sydu Barretovi. Mnoho hudebních vlivů z minulosti se zde spojilo dohromady – atmosférické klávesy, bluesová kytara, dlouhá saxofonová sóla (hrána Dickem Parrym), jazzové prvky a agresivní elektrická kytara. Skladba se skládá z několika navzájem spojených částí, vrcholí žalozpěvem hraným na syntetický roh a končí hudební citací z jednoho z prvních singlů skupiny, „See Emily Play“, jakožto poslední poctou Sydu Barrettovi, vůdci kapely v jejich počátcích. Titulní píseň „Wish You Were Here“ je rovněž věnována Barrettovi. Zbývající dvě písně, „Welcome to the Machine“ a „Have a Cigar“ ostře napadají hudební průmysl; ta druhá je zpívaná britským folkovým zpěvákem Royem Harperem. Bylo to prvním album Pink Floyd, jež dosáhlo na první místo jak v britské, tak v americké hitparádě; navíc kritici jej chválili stejně jako předchozí The Dark Side of the Moon.
Známá je historka o tom, jak do studia během nahrávaní Wish You Were Here vešel obtloustlý muž s vyholenou hlavou i obočím. Skupina ho chvíli nemohla poznat, až poté si uvědomila, že je to Syd Barrett, kterého neviděli několik let. Barrett je později tentýž den bez rozloučení definitivně opustil.

### Éra Rogera Waterse (1976–1985)

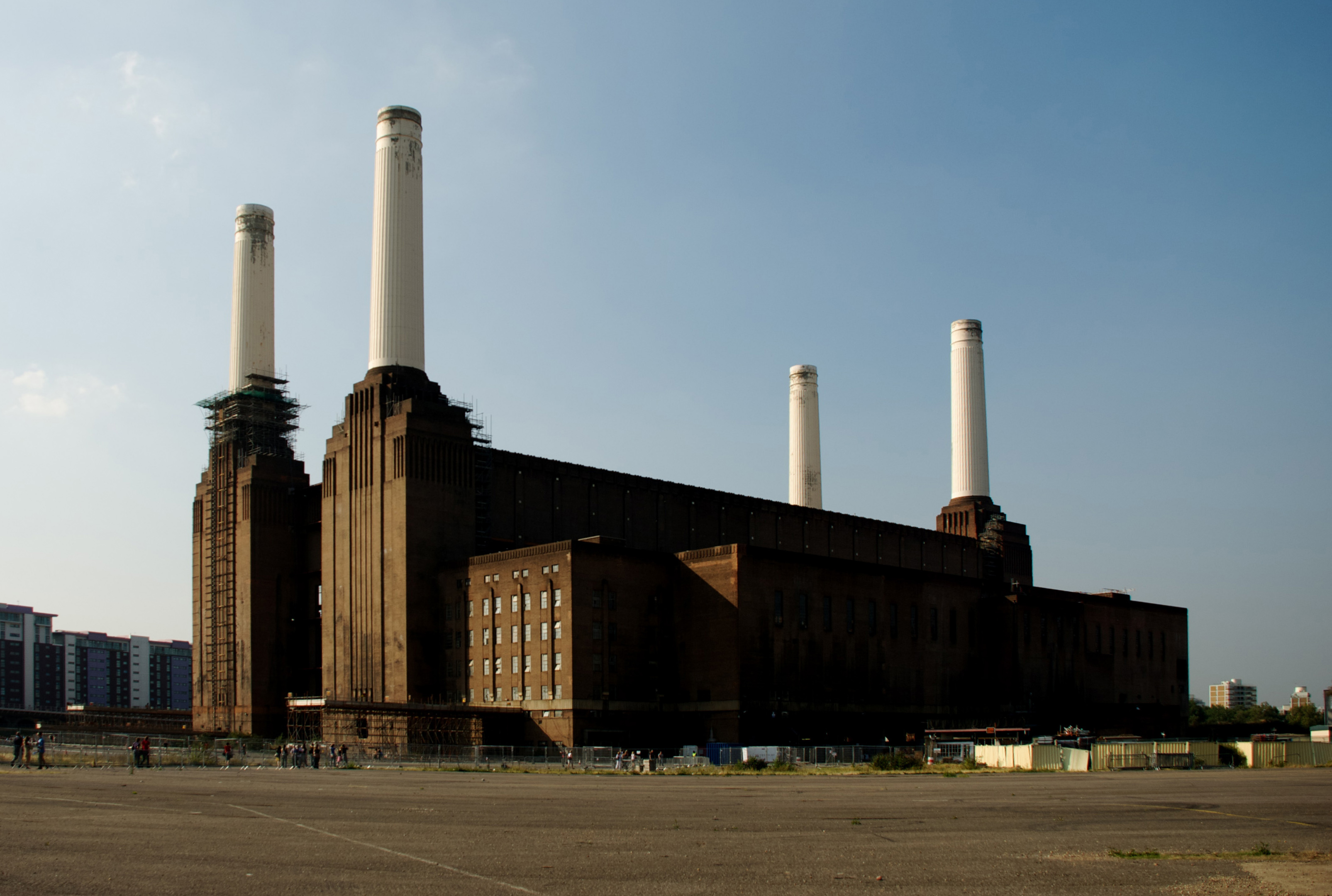
Elektrárna Battersea, která byla vybrána pro obal alba Animals

Během tohoto období získával baskytarista a zpěvák Roger Waters stále více kontroly nad produkcí skupiny. Wrightův vliv ustupoval silně do pozadí a během nahrávání The Wall byl ze skupiny vyhozen. Hudba z tohoto období skupiny stojí často až v pozadí za texty, v nichž Waters vyjadřuje své pocity ze smrti otce ve 2. světové válce a svůj narůstající nenávistný postoj k politickým osobám jako Margaret Thatcherová nebo Mary Whitehouseová. Ačkoliv stále s jemnými nuancemi, zvuk skupiny se stal syrovějším a více založeným na kytaře a to na úkor saxofonu a kláves, jež ustoupily do pozadí stejně jako typické zvukové efekty. Velký orchestr (větší než u Atom Heart Mother) hraje důležitou roli na deskách The Wall a především The Final Cut.
V lednu 1977 vyšla deska Animals (2. místo ve Spojeném království, 3. místo v USA). Styl kapely se dostal pod palbu kritiků z nově se utvořivší punkové scény, kteří albu vyčítali přílišnou nemastnost neslanost, okázalost a také to, že se vzdálilo od jednoduchosti klasického rock and rollu.
Animals je mnohem kytarovější album než jeho předchůdci, což je buď díky vlivu nastupující punk rockové scény anebo kvůli tomu, že album bylo nahráno v novém (a ne úplně dokončeném) studiu Britannia Row. Je také prvním albem, kde u žádné písně není uvedeno jméno Ricka Wrighta. Animals opět obsahují dlouhé skladby, které se vážou k jeho ústřednímu tématu, jež je inspirováno Farmou zvířat od George Orwella. Ten použil psy („Dogs“), prasata („Pigs“) a ovce („Sheep“) jako metafory lidské společnosti.
Ačkoliv na albu dominuje kytara, klávesy a syntezátor zde také hrají velkou roli, což se ovšem nedá říct o saxofonu a ženských vokálech, tak typických pro minulá alba, jež zde úplně chybí. Výsledkem je hard rockový zvuk ohraničený dvěma krátkými akustickými písněmi. Mnoho kritiků se k albu vyjádřilo negativně, popisovali jej jako „obtížné“ a „ponuré“, ačkoliv mnoho jiných toto album chválilo právě kvůli těmto vlastnostem.
Na obal desky byla použita fotka obrovského nafukovacího prasete letícího mezi komíny londýnské elektrárny Battersea. Silný vítr ale při fotografování znemožnil kontrolu nad prasetem, takže výsledný obal vznikl jako fotomontáž. Prase vytvořil nizozemský průmyslový designér a umělec Theo Botschuijver. Stalo se jedním ze symbolů Pink Floyd a nafukovací prasata byla od té doby součástí každého koncertu.
V roce 1979 vyšla epická rocková opera The Wall téměř kompletně vytvořená Watersem, která se zabývá tématy osamocení a ztráty komunikace, jež jsou vyjádřeny metaforicky jako zeď mezi umělcem a jeho publikem. Toto album navrátilo Pink Floyd jejich pošramocený lesk a zároveň dodalo další hitový singl, „Another Brick in the Wall Part 2“. The Wall také obsahuje budoucí koncertní vrcholy jako „Comfortably Numb“, která se stala základním kamenem klasických rockových rádií a jednou z nejznámějších písní kapely, a „Run Like Hell“. Album koprodukoval Bob Ezrin, Watersův přítel, který je podepsán pod textem ke skladbě „The Trial“ a od něhož se později Waters distancoval, protože si Ezrin „pustil pro tisk pusu na špacír“.
Waters začal využívat svého dominantního vlivu a vůdcovství ještě více než u Animals a také si začal přivlastňovat většinu výdělků kapely, což vedlo ke konfliktům s ostatními členy. Zvuk skupiny se přesunul definitivně do hard rocku, ačkoliv orchestrální těleso připomíná minulost kapely a na albu se objevuje také několik klidnějších písní (jako „Goodbye, Blue Sky“, „Vera“ či „Nobody Home“). Wrightův vliv byl kompletně zminimalizován, až byl nakonec během nahrávání alba v roce 1979 vyhozen a na následujících koncertech vystupoval pouze jako najatý klávesista. Je ironií, že právě Wright byl jediným členem skupiny, jenž vydělal na koncertech The Wall, ostatní se potýkali s obrovskými výdaji nejpropracovanějšího koncertního ztvárnění v historii skupiny.
Ačkoliv The Wall nikdy nedosáhlo na první místo ve Spojeném království (deska byla nejlépe třetí), strávilo v roce 1980 15 týdnů na vrcholu americké hitparády. Kritici dílo chválili, komerčně se rovněž jednalo o úspěch, bylo prodáno více než 30 milionů desek po celém světě, z toho 23 milionů jen v USA. Bylo 23× vyhlášeno RIAA platinovým. Obrovský komerční úspěch The Wall udělal z Pink Floyd druhou kapelu po The Beatles, která měla v jednom desetiletí 2 nejprodávanější desky roku (The Dark Side of the Moon v roce 1973 a The Wall v roce 1980).
Film s názvem Pink Floyd: The Wall byl promítán v kinech od roku 1982 a obsahoval téměř všechny skladby z alba. Scénář napsal Waters, film byl režírován Alanem Parkerem a v hlavní roli se objevil leader skupiny Booomtown Rats Bob Geldof, který přezpíval některé písně. Ve filmu hrají důležitou roli animace Geralda Scarfa. Filmový kritik Leonard Maltin nazval film „nejdelším a nejdepresivnějším rockovým klipem historie“, ten se stal hitem – lidé v USA nechali u pokladen kin více než 14 milionů dolarů. Píseň z filmu „When the Tigers Broke Free“ byla také v omezeném množství vydána jako singl. Tato skladba byla později též vydána na kompilačním albu Echoes: The Best of Pink Floyd a na reedici alba The Final Cut. Ve filmu se objevuje i píseň „What Shall We Do Now?“, která nebyla zařazena na studiové album z důvodu omezeného prostoru na vinylu. Jediné skladby z alba, jež nebyly použity ve filmu, jsou „Hey You“ a „The Show Must Go On“.
Studiové album The Final Cut z roku 1983 věnoval Waters svému otci, Ericu Fletcheru Watersovi. Nese se ještě v temnějším duchu než The Wall, znovu se zabývá mnoha předchozími tématy alb a zároveň se vyjadřuje k současným problémům té doby, jako Watersova zlost na Spojené království kvůli účasti ve válce o Falklandy a vina, kterou klade tehdejším politickým vůdcům (skladba „The Fletcher Memorial Home“). Cynicky a s obavami se Waters staví k hrozbě jaderné války („Two Suns in the Sunset“). Michael Kamen a Andy Bown zastoupili v hraní na klávesy Ricka Wrighta, jehož odchod z kapely nebyl před vydáním alba oznámen.
Ačkoliv technicky vzato se jedná o album Pink Floyd, na přední straně přebalu desky není napsáno nic, na zadní straně se lze dočíst: „The Final Cut – rekviem za poválečný sen Rogera Waterse zahraný Pink Floyd: Roger Waters, David Gilmour, Nick Mason.“ Veškerou hudbu i text napsal sám Waters, ostatní členové skupiny se podíleli pouze na vlastním nahrávání. Waters později řekl, že nabízel skupině vydat toto album jako jeho sólové, ale zbytek kapely toto odmítl. Avšak ve své knize Pink Floyd: Od založení do současnosti bubeník Nick Mason tvrdí, že k takové diskuzi nikdy nedošlo. Gilmour opakovaně žádal Waterse o zdržení vydání tohoto alba, aby mohl dopsat dost svého materiálu, ale tato žádost byla zamítnuta. Ladění alba The Final Cut je podobné The Wall, ale více klidnější a jemnější, podobné více skladbě „Nobody Home“ než „Another Brick in the Wall, Part II“. Také hudební témata se mnohem více opakují, určité leitmotivy vystupují v průběhu celého alba.
Album The Final Cut bylo komerčně úspěšné (1. místo ve Spojeném království, 6. místo v USA), kritiky bylo přijato dobře a mělo i rádiový hit („Not Now John“ – jediná hardrocková píseň na albu a zároveň jediná částečně zpívaná Gilmourem). Říká se, že hádky mezi Watersem a Gilmourem byly v té době tak časté, že se nikdy neúčastnili nahrávaní společně a Gilmour byl vypuštěn z popisu na albu jako koproducent. Kapela nekonala na propagaci alba žádné turné, ačkoliv některé písně se objevovaly na sólových koncertech Waterse.
Po The Final Cut vydalo Capitol Records v roce 1983 výběrové album Works, na kterém se poprvé objevila Watersova píseň „Embryo“ z roku 1970 (vyšla již na těžko sehnatelné kompilaci z roku 1970 Picnic – A Breath of Fresh Air pod hlavičkou Harvest Records).
Členové kapely se poté rozešli a trávili čas nad svými sólovými projekty.

### Éra Davida Gilmoura (1986–1995)

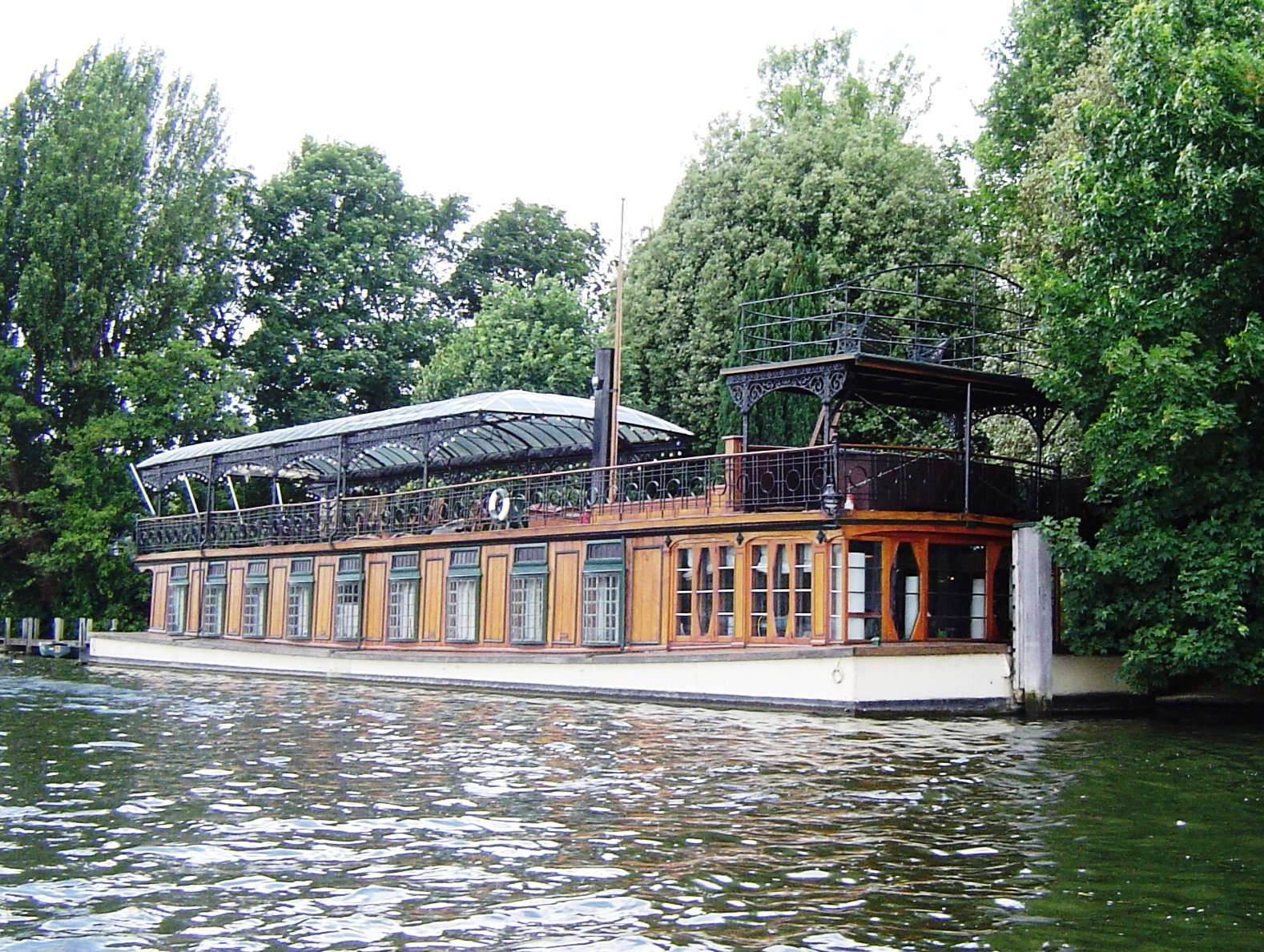
Nahrávací studio Astoria.

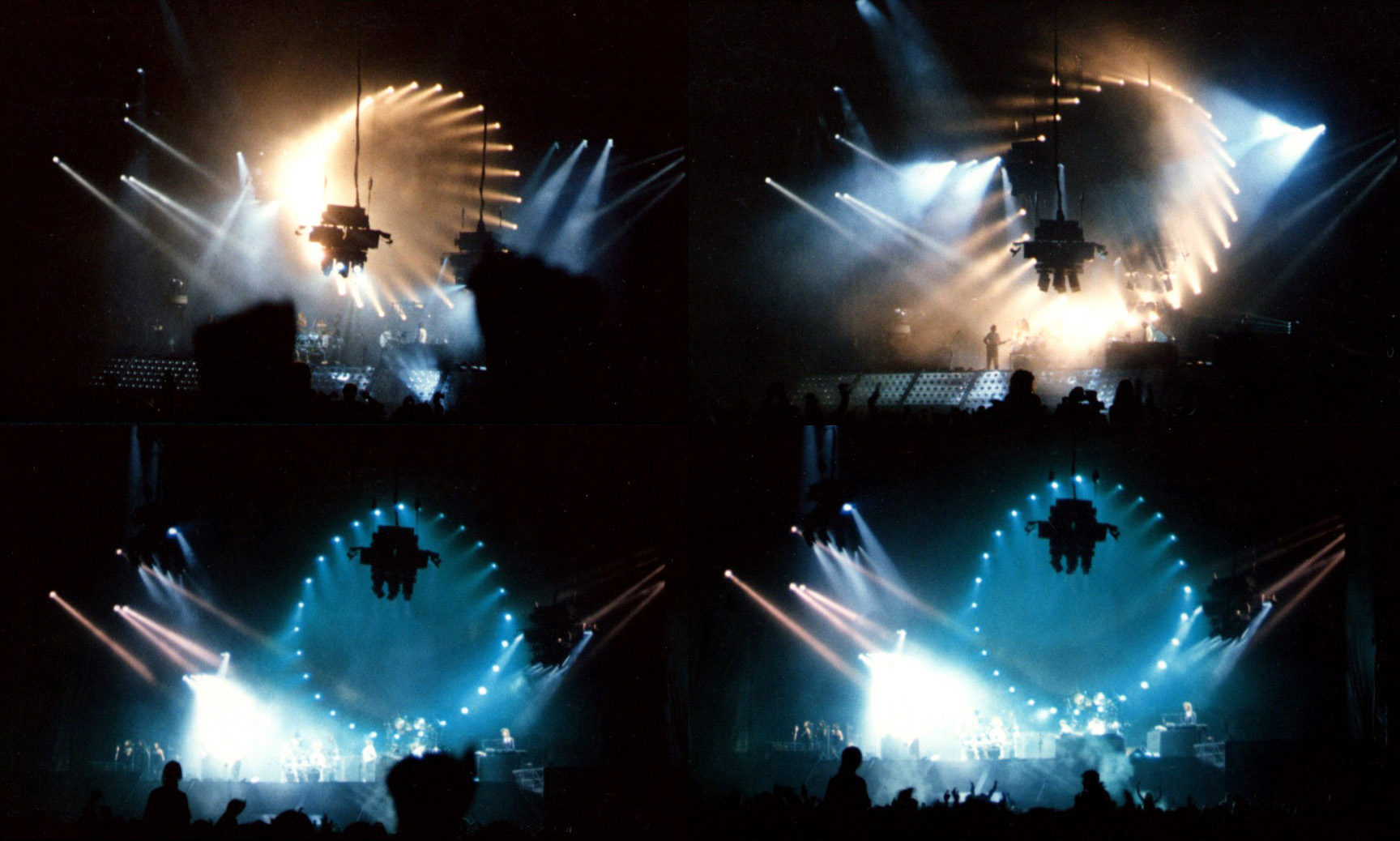
Čtyři snímky z turné k albu A Momentary Lapse of Reason

Waters v prosinci 1985 oznámil, že opouští skupinu Pink Floyd, kterou označil za „kreativně vyčerpanou“, a předpokládal, že bez něj, jakožto hlavního skladatele, kapela zanikne. V roce 1986 však Gilmour a Mason začali pracovat na novém albu. Ve stejné době nahrával Waters své druhé sólové album, jež nazval Radio K.A.O.S. (vyšlo 1987). Zároveň se táhl soudní proces, ve kterém Roger Waters požadoval, aby název Pink Floyd již nemohl být používán. Proces byl nakonec vyřešen mimosoudně ve prospěch Gilmoura a Masona, kterým byl název Pink Floyd přiřknut.
Po zvážení a zamítnutí mnoha titulů byl nakonec pro nové album dvoučlenné kapely s najatými studiovými hudebníky vybrán název A Momentary Lapse of Reason (3. místo ve Spojeném království, 3. místo v USA). Bez Waterse, který byl dominantním textařem skupiny po více než deset let, musela skupina shánět pomoc jinde. Protože externího textaře Pink Floyd nikdy ve své historii nepotřebovali, sklidil tento krok hodně kritiky. Bob Ezrin, který obnovil své přátelství s Gilmourem v roce 1983 (koprodukoval jeho sólovou desku About Face), na albu působil jako koproducent a jeden z textařů. Vrátil se také klávesista Rick Wright, ale pouze jako najatý hráč (na následujícím turné v roce 1988 už byl plnoprávný člen skupiny).
Gilmour později přiznal, že Mason a Wright na albu téměř nehráli. Kvůli jejich malým příspěvkům někteří kritici soudí, že se jedná spíše o sólový projekt Gilmoura, podobně jako se dá považovat The Final Cut za Watersovu sólovou desku.
O rok později skupina vydala dvojalbum Delicate Sound of Thunder, což je záznam z koncertů na Long Island v USA. Na začátku 90. let 20. století nahrál Pink Floyd několik instrumentálních skladeb k dokumentárnímu filmu La Carrera Panamerica, který pojednává o klasickém automobilovém závodu odehrávajícím se v Mexiku a jehož se jako jezdci zúčastnili i Gilmour a Mason. Během závodu se Gilmour a manažer Steve O'Rourke (který jel jako navigátor) vybourali. O'Rourke si zlomil nohu, Gilmour vyvázl jen s pohmožděninami. Skladby pro tento film jsou zajímavé tím, že obsahují první materiál od alba Wish You Were Here, k němuž skladatelsky přispěl Rick Wright, a také jediný materiál, ke kterému přispěl Nick Mason od doby The Dark Side of the Moon.
V roce 1992 vyšel devítidiskový set Shine On, jenž obsahoval remasterované verze A Saucerful of Secrets, Meddle, The Dark Side of the Moon, Wish You Were Here, Animals, The Wall a A Momentary Lapse of Reason. Navíc je zde bonusový disk The Early Singles, jenž obsahuje prvotní singly skupiny. V setu je rovněž obsažen držák, díky kterému mohou všechna tato alba stát rovně a jejich boční strany poskládané vedle sebe tvoří dohromady obrázek z alba The Dark Side of the Moon. Téměř nečitelný kruhový text na každém CD obsahuje slova „The Big Bong Theory“.
Poslední studiovou nahrávkou skupiny bylo v roce 1994 album The Division Bell, na němž se ostatní členové skupiny (Wright a Mason) podíleli více než na předešlé desce A Momentary Lapse of Reason. Wright se ustálil jako plnohodnotný člen skupiny a je uváděn i jako spoluautor několika skladeb. Album bylo přijato mnohem lépe než předchozí deska, ačkoliv bylo stále kritizováno jako unavující a šablonovité. Stalo se však druhým albem Pink Floyd, jež dosáhlo na první místo v britské i americké hitparádě (po Wish You Were Here).
The Division Bell je koncepčním albem, kde se v určitém smyslu Gilmour dotýká stejných témat jako Waters v The Wall. Název alba vymyslel Douglas Adams, dobrý Gilmourův přítel. Mnoho z textů pomáhala napsat Polly Samsonová, tehdejší Gilmourova přítelkyně, kterou si krátce po vydání alba vzal. Kromě Samsonové se na albu podíleli další muzikanti, kteří vystupovali při turné k A Momentary Lapse of Reason, a rovněž i saxofonista Dick Parry, nedílný člen vystoupení Pink Floyd v 70. letech. Anthony Moore, který se podílel na textu pro několik skladeb na předchozím albu, dodal text k písní Ricka Wrighta „Wearing the Inside Out“, což byla první píseň, ve které byl Wright hlavním zpěvákem od alba The Dark Side of the Moon.
V roce 1995 vydali Pink Floyd živé album Pulse, jež záhy dosáhlo na 1. místo v USA a obsahovalo písně hrané během turné The Division Bell na koncertech v Londýně, Římě, Hannoveru a Modeně. Deska obsahuje kompletně zahrané The Dark Side of the Moon (díky tomuto turné hrála skupina The Dark Side of the Moon během dvou dekád – v 70. a 90. letech 20. století). Rovněž vyšel i stejnojmenný videozáznam z londýnského Earls Court z 20. října 1994 – původně jako VHS a laserdisc, DVD verze byla vydána 10. července 2006 a rychle dosáhla prvních míst v prodejnosti. Obal CD z roku 1995 měl LED diodu, IC časovač a baterii, díky kterým na něm blikalo červené světýlko každou sekundu jako srdeční tep.
V rámci turné The Division Bell vystoupila skupina poprvé a naposledy také v České republice a to konkrétně 7. září 1994 na Velkém strahovském stadionu. Tam jejich koncert navštívilo asi 115 000 fanoušků, čímž se stal jedním z největších koncertů, jaké se kdy v České republice uskutečnily.

### Přerušení činnosti (1996–2005)
16. ledna 1996 byla skupina uvedena do Rock and rollové síně slávy. Roger Waters se ceremoniálu nezúčastnil.
Živé nahrávky The Wall, které byly nahrány během vystoupení v Londýně v letech 1980–1981, vyšly v roce 2000 pod názvem Is There Anybody Out There? The Wall Live 1980–81 a dosáhly na 19. místo v USA. V roce 2001 vyšla remasterovaná dvoudisková verze nejznámějších skladeb skupiny pod názvem Echoes: The Best of Pink Floyd. Gilmour, Mason, Wright i Waters spolupracovali na výběru, pořadí a úpravách písní. Menší rozpor vyvolalo pořadí písní, jež není chronologické a je tedy vytržené z kontextu původních alb. Některé skladby, jako např. „Echoes“, „Shine On You Crazy Diamond“, „Marooned“ a „High Hopes“, musely být zkráceny. Album dosáhlo druhého místa ve Spojeném království i v USA.
Na dvou koncertech Watersova sólového turné In the Flesh v červnu 2002 hostoval za bicími během skladby „Set the Controls for the Heart of the Sun“ Nick Mason.
Roku 2003 byla vydána SACD reedice The Dark Side of the Moon s novým obalem (ke 30. výročí původního vydání). Album bylo rovněž znovu vydáno jako 180gramová vinylová deska, která má vzhled originálu, ale má nový přebal. 30. října 2003 zemřel dlouholetý manažer Pink Floyd Steve O'Rourke.

### Znovusjednocení na Live 8 a následný vývoj (2005–2013)

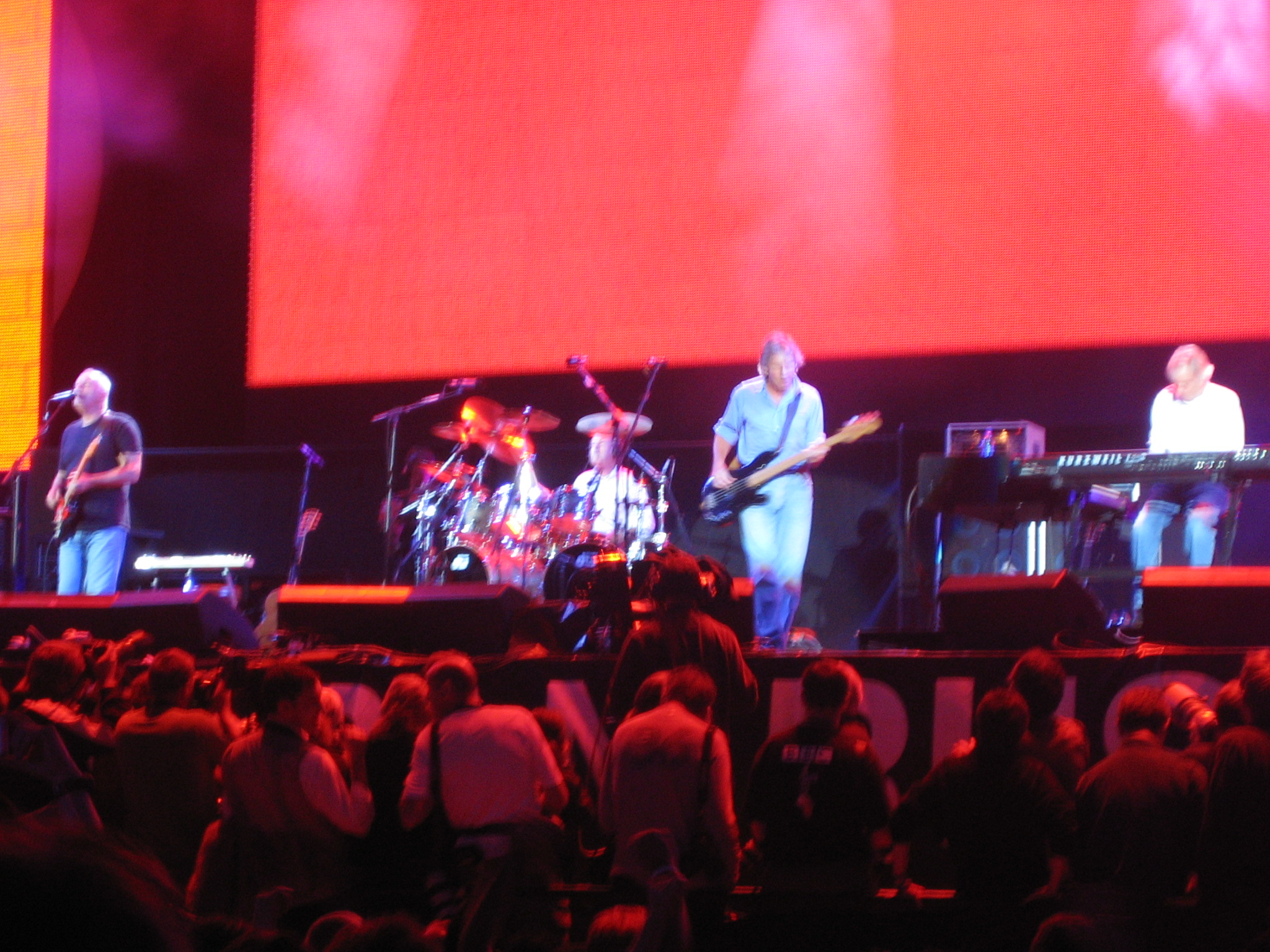
Pink Floyd s Rogerem Watersem na koncertě Live 8. Zleva: Gilmour, Mason, Waters, Wright

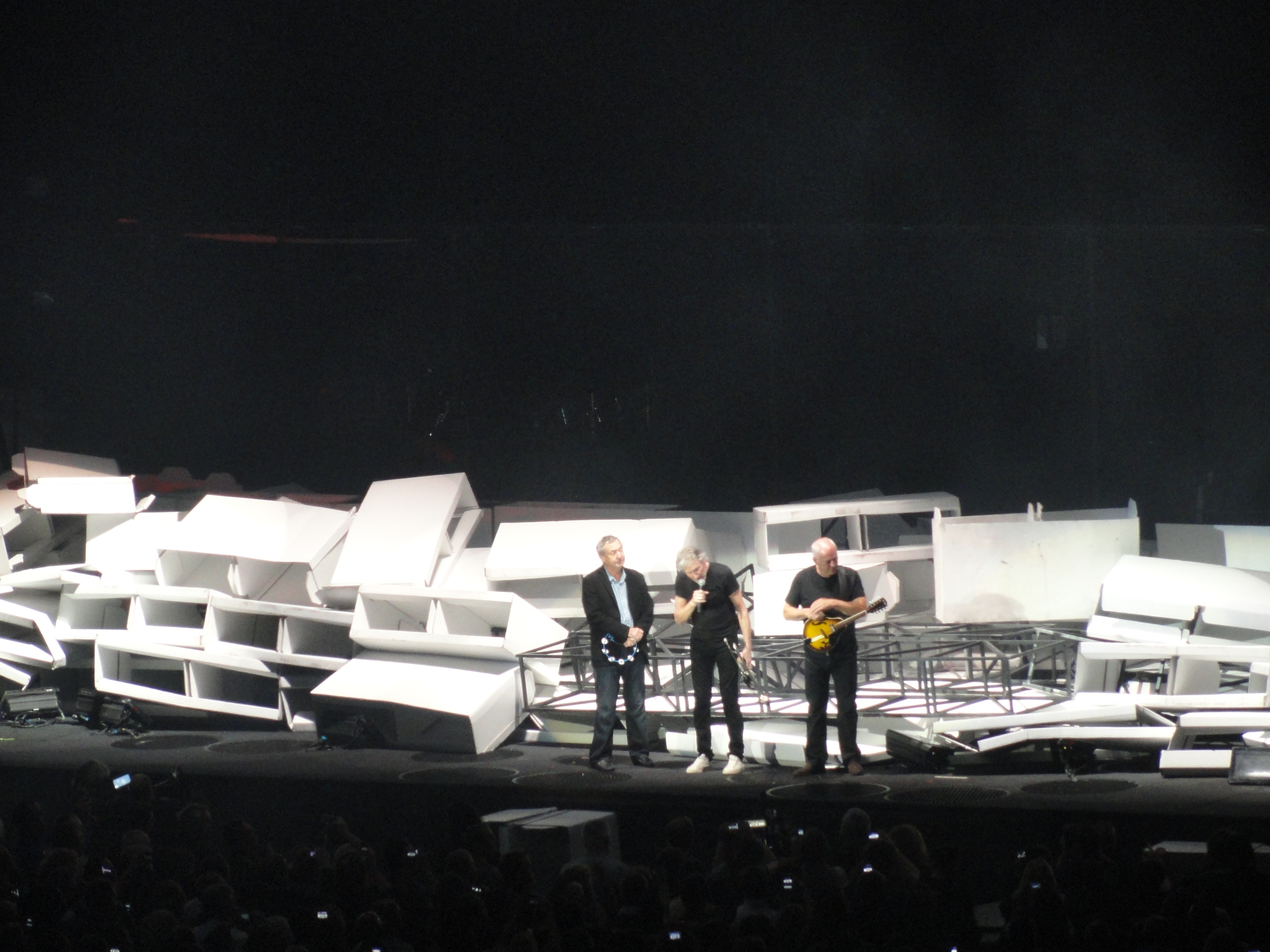
Nick Mason, Roger Waters a David Gilmour v londýnské O_{2} Areně po zboření „zdi“

2. července 2005 se trio znovu sešlo k příležitosti koncertu Live 8. Navíc se k nim připojil i Waters, poprvé po 24 letech byla skupina kompletní ve svém nejslavnějším složení. Zahráli 4 písně („Speak to Me“/„Breathe“/„Breathe (Reprise)“, „Money“, „Wish You Were Here“ a „Comfortably Numb“), kde se ve zpěvu vystřídali Gilmour i Waters. Po poslední písni řekl Gilmour: „Děkujeme, dobrou noc,“ a začal odcházet z pódia. Waters jej však zavolal zpět a všichni čtyři se společně objali, což se stalo jedním z nejslavnějších obrázků z Live 8.
Týden po Live 8 byl zaznamenán nový nárůst zájmu o Pink Floyd. Podle obchodního řetězce s hudbou HMV vzrostly prodeje Echoes: The Best of Pink Floyd v tomto týdnu o 1 343 %, zatímco Amazon.com zaznamenal nárůst prodeje u The Wall o 3 600 %, Wish You Were Here o 2 000 %, Dark Side of the Moon o 1 400 % a Animals o 1 000 %. David Gilmour poté prohlásil, že zisk z těchto prodejů věnuje na charitu a zároveň vyzval ostatní vystupující umělce a jejich nahrávací společnosti, aby udělali totéž. Dne 16. listopadu 2005 byla skupina uvedena Petem Townshedem do hudební Síně slávy Spojeného království. Gilmour a Mason byli přítomni osobně, Wright nemohl přijet kvůli operaci oka a Waters se spojil prostřednictvím videa z Říma.
Mnoho fanoušků doufalo, že společné vystoupení na Live 8 povede k obnovení skupiny, jíž bylo dokonce nabídnuto rekordních 250 milionů dolarů za turné po USA, ale členové skupiny jasně prohlásili, že nic takového neplánují. Několik týdnů po vystoupení se však zdálo, že se členové udobřili. Gilmour potvrdil, že jeho vztah k Watersovi je na „přátelské bázi“, Waters vydal k tématu obnovení několik prohlášení, podle kterých by si rád s ostatními ještě někdy zahrál, ale ne celé turné, spíše jednorázovou akci typu Live 8.
31. ledna 2006 vydal David Gilmour za skupinu prohlášení, že „sjednocení skupiny neplánují“, čímž popřel všechny spekulace, jimiž se zabývala média. Gilmour později řekl v rozhovoru pro list La Repubblica, že „končí s Pink Floyd a soustředí se jen na svou sólovou kariéru a rodinu“. Na Live 8 hrál prý proto, aby podpořil dobrou věc, usmířil se s Watersem a svou případnou neúčast by určitě litoval. Na druhou stranu řekl, „že by Pink Floyd byli ochotni hrát na koncertě na podporu izraelsko-palestinského příměří“.
V březnu 2006 vydal Gilmour svoji třetí sólovou desku On an Island, na které se podílel i Rick Wright, jenž se zúčastnil i následujícího turné. Dne 31. května 2006 se koncertě v Royal Albert Hall přidal ke Gilmourově skupině i Nick Mason, který si zahrál ve skladbách „Wish You Were Here“ a „Comfortably Numb“. Waters byl také pozván, ale generální zkoušky na jeho turné po Evropě a Americe jej donutily odmítnout. Nick Mason opět během let 2006 a 2007 hostoval na několika Watersových koncertech.
Po smrti Syda Barretta 7. července 2006 fanoušci doufali, že se skupina dá dohromady na jeho počest. Dne 10. května 2007 se v londýnském Barbican Arts Centre uskutečnil koncert k uctění Barrettovy památky. Samostatně na něm vystoupil Roger Waters a po něm vystoupil i zbytek kapely ve složení David Gilmour, Nick Mason a Rick Wright. Ke společnému vystoupení tak, i přes očekávání fanoušků, nedošlo.
Ke 40. výročí debutového alba kapely, prvního singlu a jejich smlouvy s nahrávací společností EMI vydali Pink Floyd v roce 2007 reedici jejich prvního alba The Piper at the Gates of Dawn a rovněž i box set Oh, by the Way obsahující ucelené vydání všech studiových alb Pink Floyd v remasterované podobě. Dne 15. září 2008 zemřel na rakovinu klávesista Rick Wright, čímž definitivně zanikla naděje na další vystoupení Pink Floyd v jejich nejslavnějším složení Gilmour – Waters – Wright – Mason.
Dne 10. července 2010 vystoupil David Gilmour společně s Rogerem Watersem na malém charitativním koncertu (pro přibližně 200 diváků) pro nadaci Hoping Foundation v Kidlingtonu v Oxfordshire. Na oplátku, že Waterse pozval, slíbil Gilmour, že zahraje na jednom koncertě jeho připravovaného turné The Wall Live ve skladbě „Comfortably Numb“, k čemuž došlo 12. května 2011 v Londýně. Gilmour se společně s Nickem Masonem na pódium vrátil i při závěrečné písni „Outside the Wall“.
Dne 4. ledna 2011 podepsali Pink Floyd pětiletou smlouvu s EMI, která vyřešila prodej jejich díla v době internetu a nabízení jednotlivých písní. Skupina si ubránila svoji představu, že jejich alba nesmí být prodávána jako jednotlivé skladby, ale jako celky.

### AlbumThe Endless River(2014) a následná činnost
V listopadu 2014 vydali Pink Floyd nové studiové album The Endless River sestavené z instrumentálních kompozic a jedné písně. Hudební materiál pochází z nahrávacích frekvencí pro desku The Division Bell; veškeré nahrávky pro The Division Bell nebylo možné prakticky využít, putovaly tak do privátního archivu Pink Floyd. David Gilmour a Nick Mason je s pomocí dalších hudebníků a producentů v letech 2013 a 2014 přepracovali a rozšířili, přičemž využili i původních klávesových nahrávek Richarda Wrighta. Toto neočekávané album se stalo nejvíce předobjednávaným albem historie Amazonu. Gilmour označil The Endless River za poslední album skupiny.
Roku 2016 vydala skupina boxset The Early Years 1965–1972, obsahující dosud nevydaný materiál z počátků její tvorby, který byl v roce 2019 následován boxsetem The Later Years s materiálem vzniklým po odchodu Waterse v roce 1985. Pro tento účel vznikla aktualizovaná verze alba A Momentary Lapse of Reason z roku 1987, pro kterou byla pořízena nová nahrávka Masonových bicích a zároveň bylo na album zařazeno více Wrightových klávesových partů. Některé z disků boxsetu The Later Years byly posléze vydány i samostatně.
Nick Mason založil v roce 2018 skupinu Nick Mason's Saucerful of Secrets, s níž následně začal koncertovat. Na vystoupeních se kapela zaměřila na repertoár z počátků Pink Floyd, především z druhé poloviny 60. let 20. století.
V reakci na ruskou invazi na Ukrajinu vydali Pink Floyd v dubnu 2022 singl „Hey, Hey, Rise Up!“ s cílem podpořit Ukrajinu a její lid. Skladbu nahráli Gilmour a Mason společně s baskytaristou Guyem Prattem (jejich dlouhodobá spolupráce byla zahájena už v roce 1987) a hudebníkem Nitinem Sawhneym (klávesy). Ve skladbě použili vokály ukrajinského zpěváka Andrije Chlyvňuka z jeho nahrávky lidové písně „Červená kalina“, která se během války stala populární. Skupina uvedla, že veškerý výtěžek z písně bude směřován na humanitární podporu Ukrajině.

## Diskografie
- 1967 – The Piper at the Gates of Dawn
- 1968 – A Saucerful of Secrets
- 1969 – More
- 1969 – Ummagumma (dvojalbum: koncertní a studiový disk)
- 1970 – Atom Heart Mother
- 1971 – Meddle
- 1972 – Obscured by Clouds
- 1973 – The Dark Side of the Moon
- 1975 – Wish You Were Here
- 1977 – Animals
- 1979 – The Wall (dvojalbum)
- 1983 – The Final Cut
- 1987 – A Momentary Lapse of Reason
- 1994 – The Division Bell
- 2014 – The Endless River

## Členové skupiny
| 1964–1965 | 1965–1968 | 1968 |  |
| --- | --- | --- |  |
| - Chris Dennis - zpěv - Syd Barrett – rytmická kytara - Bob Klose – sólová kytara - Roger Waters – baskytara - Richard Wright – klávesy - Nick Mason – bicí | - Syd Barrett – kytara, zpěv - Roger Waters – baskytara - Richard Wright – klávesy - Nick Mason – bicí         | - Syd Barrett – rytmická kytara, zpěv - David Gilmour – sólová kytara, zpěv - Roger Waters – baskytara - Richard Wright – klávesy - Nick Mason – bicí |  |
| 1968–1979 | 1979–1985 | 1985–1988 |  |
| - David Gilmour – kytara, zpěv - Roger Waters – baskytara, zpěv - Richard Wright – klávesy, zpěv - Nick Mason – bicí                                        | - David Gilmour – kytara, zpěv - Roger Waters – baskytara, zpěv - Nick Mason – bicí                            | - David Gilmour – kytara, zpěv - Nick Mason – bicí |  |
| 1988–1995 | 2005 | 2012–2014, 2022 |  |
| - David Gilmour – kytara, zpěv - Richard Wright – klávesy, zpěv - Nick Mason – bicí                                                                         | - David Gilmour – kytara, zpěv - Roger Waters – baskytara, zpěv - Richard Wright – klávesy - Nick Mason – bicí | - David Gilmour – kytara, zpěv - Nick Mason – bicí |  |